# فرونت رويال (فيرجينيا)
فرونت رويال (بالإنجليزية: Front Royal, Virginia)‏ هي بلدة أمريكية تقع في الولايات المتحدة في مقاطعة وارين (فيرجينيا). يقدر عدد سكانها بـ 13,589 نسمة ومساحتها 24.6 كم2 وترتفع عن سطح البحر 173 متر.

## التركيبة السكانية
حدّد مكتب تعداد الولايات المتحدة بيانات التركيبة السكانية لفرونت رويال في تعداد الولايات المتحدة. في ما يلي، التركيبة السكانية حسب تعدادي 2000 و2010.

### تعداد عام 2000
بلغ عدد سكان فرونت رويال 13,589 نسمة بحسب تعداد عام 2000، وبلغ عدد الأسر 5,425 أسرة وعدد العائلات 3,584 عائلة مقيمة في البلدة. في حين سجلت الكثافة السكانية 498.9 نسمة لكل كيلومتر مربع (1,292.1/ميل2). وبلغ عدد الوحدات السكنية 5,752 وحدة بمتوسط كثافة قدره 211.2 لكل كيلومتر مربع (547.0/ميل2).
وتوزع التركيب العرقي للبلدة بنسبة 88.31% من البيض و8.68% من الأمريكيين الأفارقة و0.28% من الأمريكيين الأصليين و0.63% من الأمريكيين ذوي الأصول الآسيوية و0.04% من سكان جزر المحيط الهادئ و0.66% من الأعراق الأخرى و1.40% من عرقين مختلطين أو أكثر و2.13% من الهسبانيون أو اللاتينيون من أي عرق.
بلغ عدد الأسر 5,425 أسرة كانت نسبة 35.6% منها لديها أطفال تحت سن الثامنة عشر تعيش معهم، وبلغت نسبة الأزواج القاطنين مع بعضهم البعض 46.8% من أصل المجموع الكلي للأسر، ونسبة 14.1% من الأسر كان لديها معيلات من الإناث دون وجود شريك،  بينما كانت نسبة 5.2% من الأسر لديها معيلون من الذكور دون وجود شريكة وكانت نسبة 33.9% من غير العائلات. تألفت نسبة 28.9% من أصل جميع الأسر من عدة أفراد يعيشون في نفس المنزل ونسبة 12.5% كانت تتألف من شخص يعيش بمفرده يبلغ من العمر 65 عاماً أو أكثر. وبلغ متوسط حجم الأسرة المعيشية 2.46، أما متوسط حجم العائلات فبلغ 3.01.
بلغ العمر الوسطي للسكان 36.6 عاماً. وكانت نسبة 25.6% من القاطنين تحت سن الثامنة عشر، وكانت نسبة 7.9% بين الثامنة عشر والرابعة والعشرين عاماً، ونسبة 28.4% كانت واقعةً في الفئة العمرية ما بين الخامسة والعشرين والرابعة والأربعين عاماً، ونسبة 22.7% كانت ما بين الخامسة والأربعين والرابعة والستين، ونسبة 13.7% كانت ضمن فئة الخامسة والستين عاماً فما فوق. يوجد لكل 100 أنثى 90.2 ذكر، ويوجد لكل 100 أنثى في الثامنة عشر من عمرها فما فوق 86.2 ذكر.
بلغ متوسط دخل الأسرة في البلدة 34,786 دولارًا، أما متوسط دخل العائلة فبلغ 42,863 دولارًا. وكان متوسط دخل الذكور 32,477 دولارًا مقابل 24,002 دولارًا للإناث. وسجل دخل الفرد الخاص بالبلدة 17,901 دولارًا. وكانت نسبة 9.1% من العائلات ونسبة 12.5% من السكان تحت خط الفقر، وكان من هؤلاء نسبة 15.4% تحت سن الثامنة عشر ونسبة 13.2% في الخامسة والستين من العمر وما فوق.

### تعداد عام 2010
بلغ عدد سكان فرونت رويال 14,440 نسمة بحسب تعداد عام 2010، وبلغ عدد الأسر 5,561 أسرة وعدد العائلات 3,647 عائلة مقيمة في البلدة. في حين سجلت الكثافة السكانية 530.1 نسمة لكل كيلومتر مربع (1,373.0/ميل2). وبلغ عدد الوحدات السكنية 6,184 وحدة بمتوسط كثافة قدره 227 لكل كيلومتر مربع (587.9/ميل2).
وتوزع التركيب العرقي للبلدة بنسبة 85.15% من البيض و8.95% من الأمريكيين الأفارقة و0.24% من الأمريكيين الأصليين و1.41% من الأمريكيين ذوي الأصول الآسيوية و0.05% من سكان جزر المحيط الهادئ و1.47% من الأعراق الأخرى و2.74% من عرقين مختلطين أو أكثر و4.61% من الهسبانيون أو اللاتينيون من أي عرق.
بلغ عدد الأسر 5,561 أسرة كانت نسبة 34.7% منها لديها أطفال تحت سن الثامنة عشر تعيش معهم، وبلغت نسبة الأزواج القاطنين مع بعضهم البعض 41.9% من أصل المجموع الكلي للأسر، ونسبة 17.5% من الأسر كان لديها معيلات من الإناث دون وجود شريك،  بينما كانت نسبة 6.1% من الأسر لديها معيلون من الذكور دون وجود شريكة وكانت نسبة 34.4% من غير العائلات. تألفت نسبة 28.5% من أصل جميع الأسر من عدة أفراد يعيشون في نفس المنزل ونسبة 12.2% كانت تتألف من شخص يعيش بمفرده يبلغ من العمر 65 عاماً أو أكثر. وبلغ متوسط حجم الأسرة المعيشية 2.53، أما متوسط حجم العائلات فبلغ 3.08.
بلغ العمر الوسطي للسكان 38.2 عاماً. وكانت نسبة 25% من القاطنين تحت سن الثامنة عشر، وكانت نسبة 8.8% بين الثامنة عشر والرابعة والعشرين عاماً، ونسبة 25.1% كانت واقعةً في الفئة العمرية ما بين الخامسة والعشرين والرابعة والأربعين عاماً، ونسبة 25.9% كانت ما بين الخامسة والأربعين والرابعة والستين، ونسبة 15.1% كانت ضمن فئة الخامسة والستين عاماً فما فوق. وتوزع التركيب الجنسي للسكان بنسبة 48.1% ذكور و51.9% إناث.

## أعلام
- سميث إس. تورنر
- دانا أليسون
- جاي هيليز ميلر سينيور